# Royal Crescent
Royal Crescent là một con đường gồm 30 căn nhà được đặt ra trong một hình lưỡi liềm ở thành phố Bath, Anh. Thiết kế bởi kiến trúc sư John Wood con và xây dựng từ năm 1767 và 1774, nó là một trong những ví dụ lớn nhất của kiến trúc Georgia được tìm thấy ở Vương quốc Anh và là một công trình xây xây dựng cấp I.
Những ngôi nhà đã là nơi ở của những người nổi tiếng khác nhau trong hơn 200 năm. Thay đổi đã được thực hiện đối với nội thất, tuy nhiên, mặt tiền vẫn còn nhiều như nó là khi nó được xây dựng.
Royal Crescent hiện nay bao gồm một khách sạn và bảo tàng với một số nhà được chuyển đổi thành căn hộ và văn phòng. Các tòa nhà đã được sử dụng như là một vị trí cho một vài bộ phim và các chương trình truyền hình.